# Sonnwendstein
Der Sonnwendstein (früher auch Hoher Göstritz oder Göstritzberg genannt) ist ein Berg im Semmeringgebiet nahe der steirisch-niederösterreichischen Grenze.

## Lage
An seinem Nordhang liegt der Wallfahrtsort Maria Schutz auf einer Höhe von 760 m ü. A. Durch diesen Ort entlang der Nordflanke des Sonnwendsteins führte bis in die 1970er Jahre die alte Trasse der Wiener Neustädter Straße (damals auch Triester Straße) über den Semmering. Östlich von Maria Schutz liegen der Weiler Göstritz und der Göstritzgraben, die dem Gipfel seinen alten Namen gaben.
Knapp neben dem Gipfel steht der 1957 errichtete und gut sichtbare Sender Sonnwendstein, eine von der Österreichischen Rundfunksender GmbH (ORS) betriebene Großsendeanlage für Rundfunk, und unmittelbar benachbart eine Richtfunkstation der Telekom Austria.
Knapp unter dem Gipfel des Sonnwendsteins, der mit seiner Höhe von 1523 m ü. A. eine schöne Rundsicht bietet, an schönen Tagen sogar bis zum Neusiedler See, steht die Pollereshütte.
Der Aufstieg zur Pollereshütte kann von der ehemaligen Talstation des Sesselliftes in Maria Schutz ausgehend über den sogenannten Gebirgsjägersteig, welcher mehrmals die ehemalige Schneise des Sesselliftes kreuzt, im steilen und teilweise felsigen Gelände in ca. 1,5 Stunden erfolgen. Von der Pollereshütte erreicht man in wenigen Minuten den Gipfel.

## Geschichte
Am 3. Oktober 1886 wurde südwestlich des Gipfels, südlich der heutigen Pollereshütte das Friedrich-Schüler-Alpenhaus errichtet. Es brannte am 27. Februar 1938 völlig nieder.
Am 19. August 1934 fielen am Sonnwendstein zwei Touristen, der Ingenieur Franz-Josef Jonas und die Beamtin Emilie Wessely, einem Raubmord zum Opfer. Der Täter wurde bald darauf verhaftet, beim Prozess im Landesgericht für Strafsachen Wien auch eines dritten Raubmordes im Semmeringgebiet für schuldig befunden, zum Tode verurteilt und hingerichtet.
1935–1936 wurde am Gipfel die Josefskapelle Sonnwendstein errichtet. Eigens für diese „Attraktion“ wurde eine Straße vom Semmeringpass bis fast auf den Gipfel errichtet.
Von Maria Schutz führte ein 1956 eröffneter Einsersessellift, einer der ältesten in den Ostalpen, und mit 711 m Höhenunterschied auch einer der längsten seiner Bauart, zum alten Berghotel Pollereshaus knapp unter dem Gipfel. Im Juni 1985 kam es im Pollereshaus zu einem Brand, durch den das im Wesentlichen aus Holz erbaute Haus bis auf die Grundmauern abbrannte. Auf der Plattform wurde in Folge die heutige, im Umfang kleinere Pollereshütte errichtet.
Der Sonnwendstein gehörte zum Semmering-Schigebiet, dessen Pisten auf die beiden Berge Hirschenkogel und Sonnwendstein verteilt waren. Im Jahr 2005 musste der Sessellift wegen nicht erfüllbarer behördlicher Brandschutzauflagen geschlossen werden und wurde in den Folgejahren abgetragen. Seither findet kein Skibetrieb auf dem Sonnwendstein mehr statt.

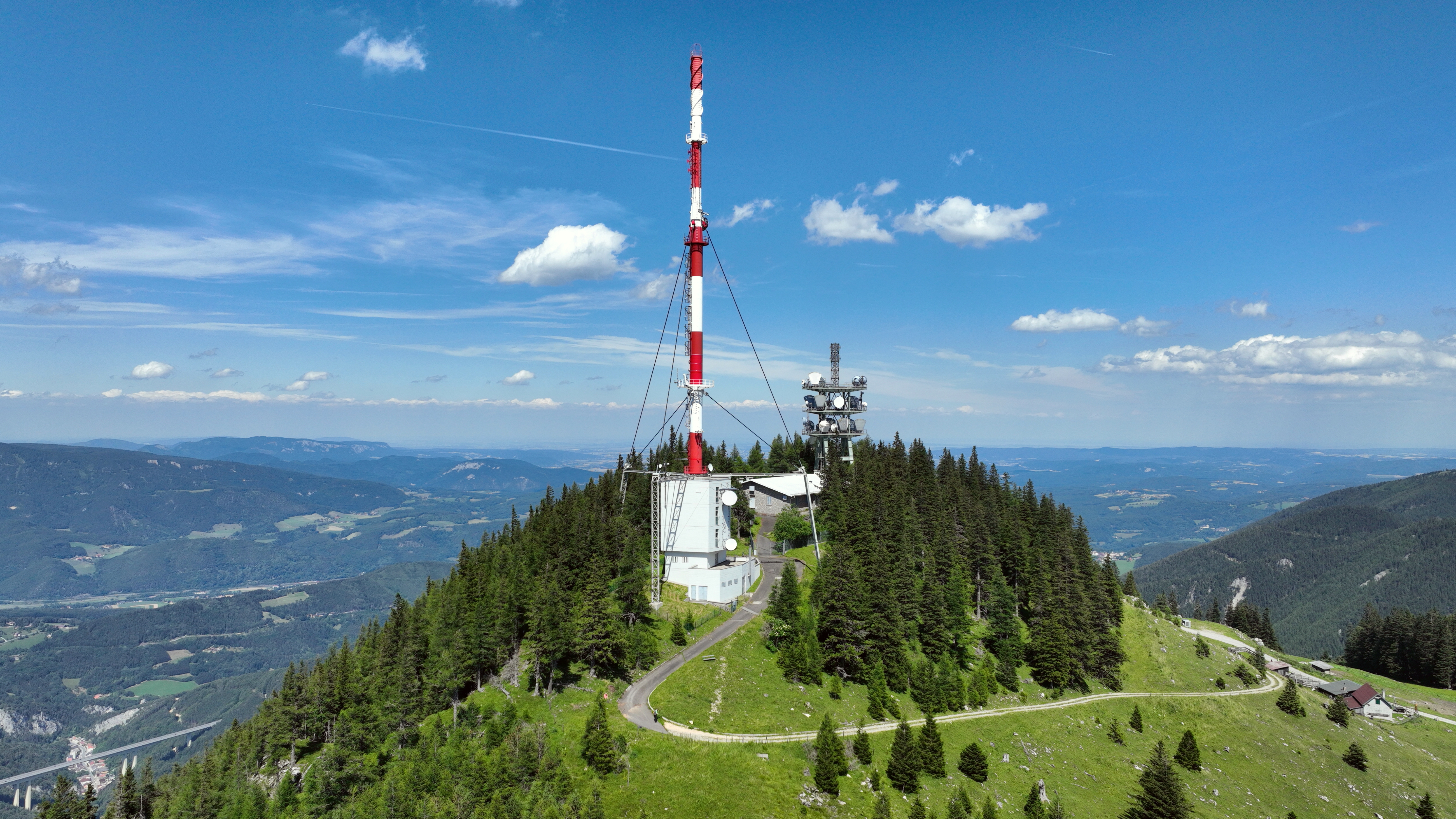
Gipfelbereich mit Sender und Richtfunkanlage
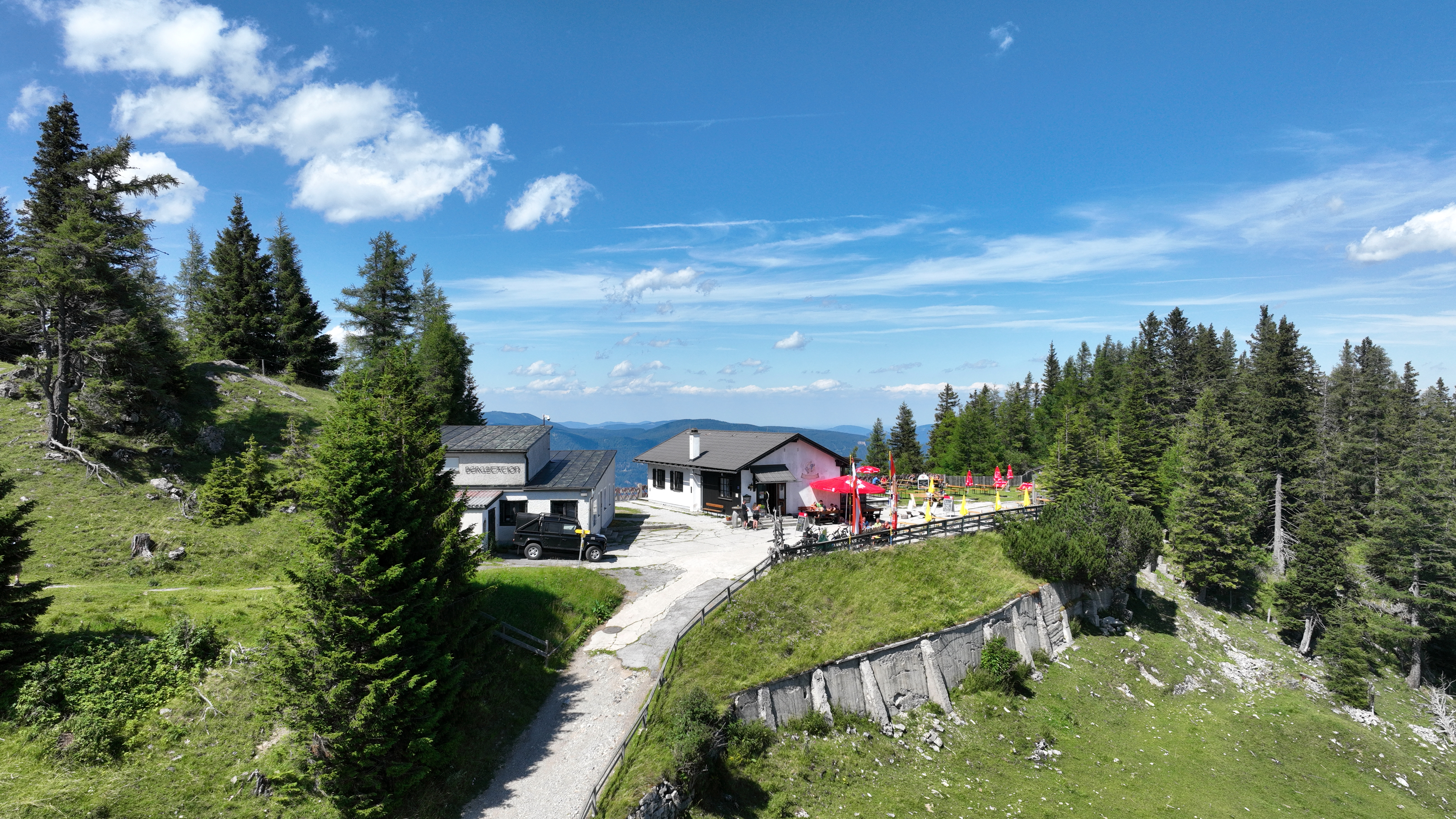
Pollereshütte; ostseitig nächst dem Gipfel
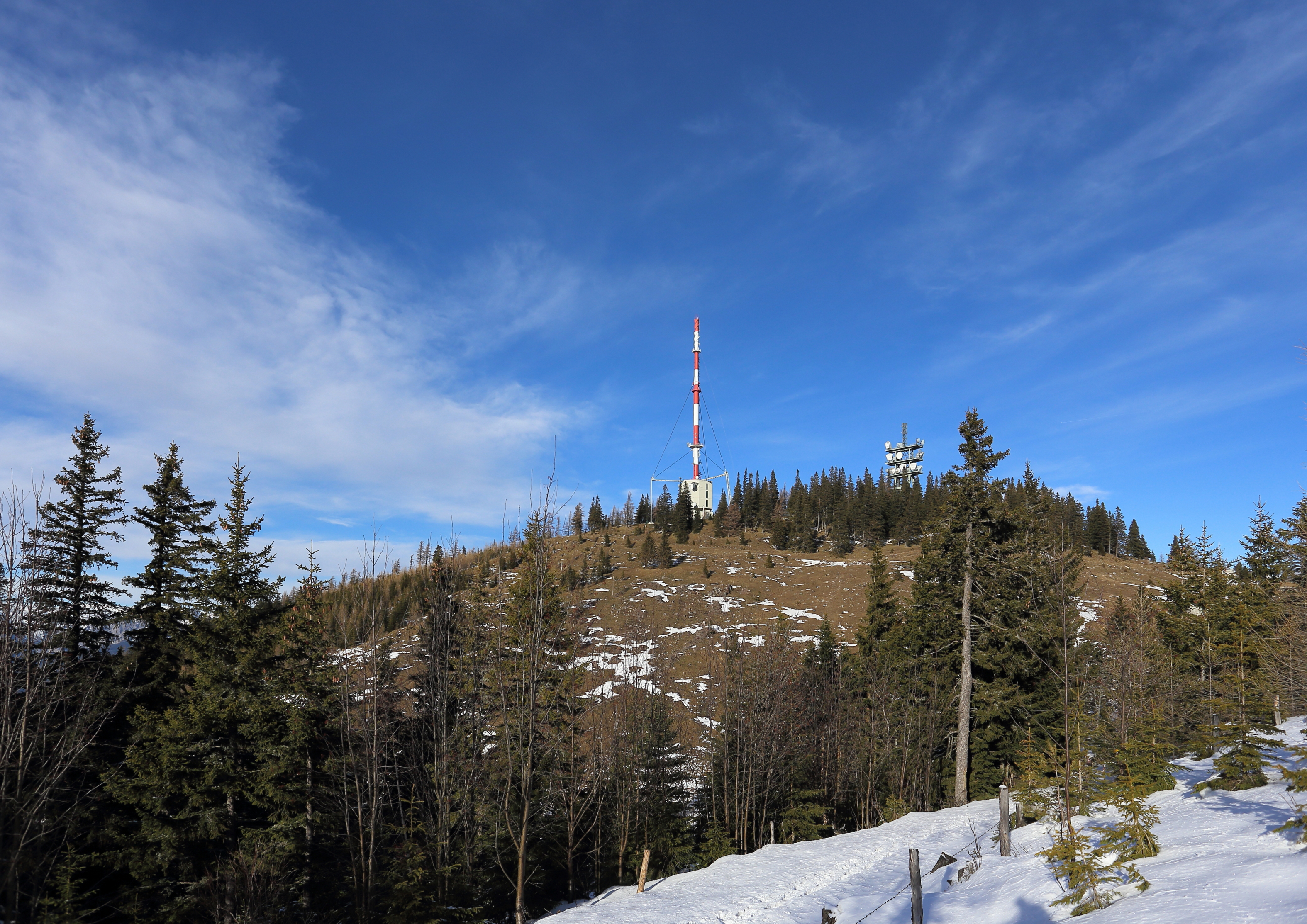
Südansicht der Gipfelregion
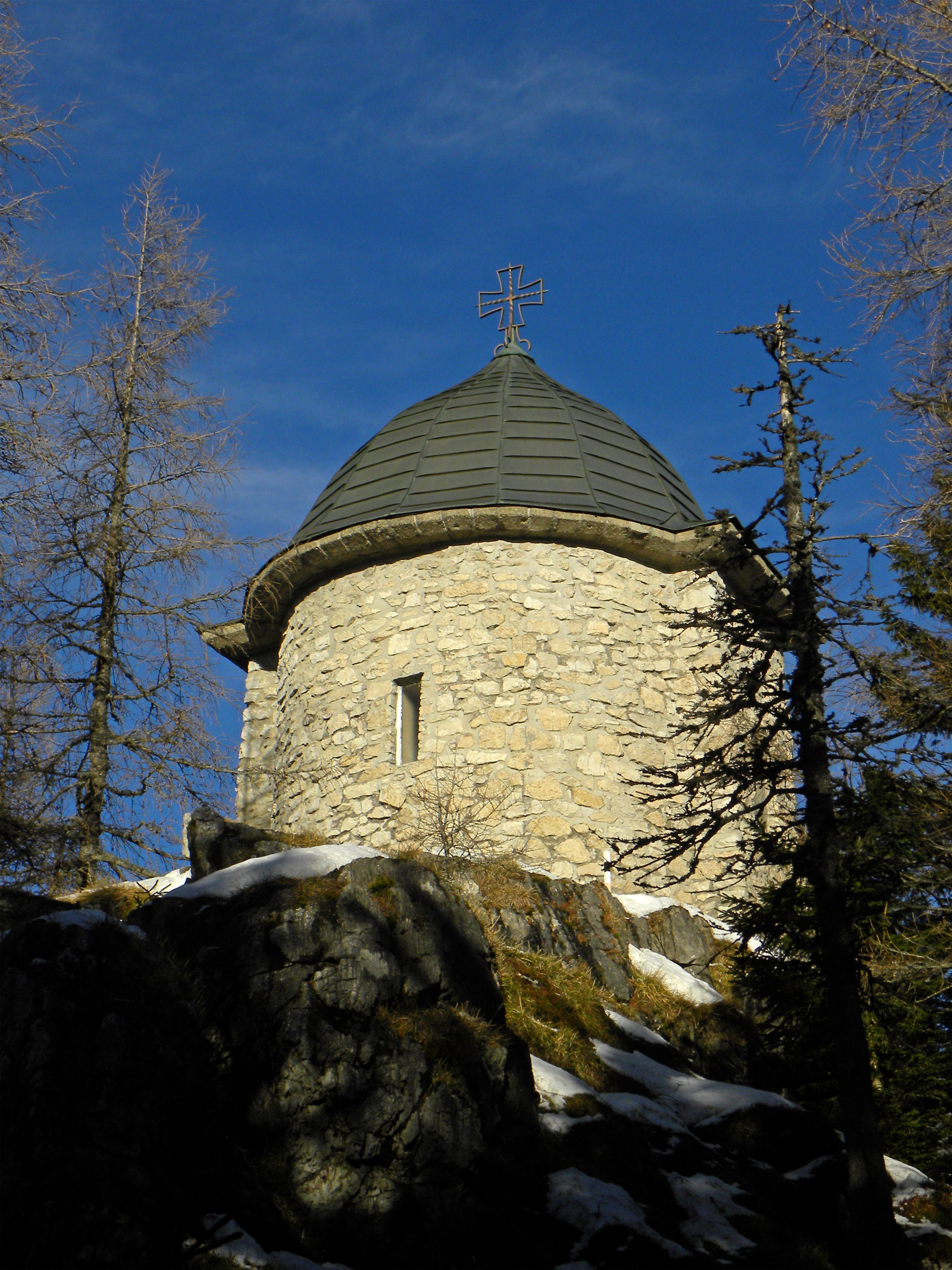
Josefskapelle Sonnwendstein